# لويس مورين
لويس مورين (بالإنجليزية: Louis Morin)‏ هو كيميائي أمريكي، ولد في 18 فبراير 1922، وتوفي في 3 مايو 2003.